# Краковецький Роман Васильович
Рома́н Васи́льович Кракове́цький (нар. 25 липня 1991 — пом. 23 липня 2014) — солдат Збройних сил України, учасник російсько-української війни.

## Життєпис
Дані про місце народження різняться — місто Кривий Ріг або село Лисогірка Дунаєвецького району, Хмельницька область; 2003 року з батьками переїхав до Кривого Рогу. Був найстаршим у багатодітній родині. Закінчив криворізьку ЗОШ № 94; по тому - Криворізький професійний транспортно-металургійний ліцей. Активно займався плаванням та футболом, закінчив курси програмістів, автошколу. У політехнічному технікумі здобув професію помічника машиніста електровоза (пасажирське перевезення). Строкову службу пройшов у 2011—2012 роках у Президентському полку. Демобілізувавшись, у приватному підприємстві працював водієм.
Солдат, стрілець-навідник 40-го батальйону територіальної оборони «Кривбас».
Під час проведення перевірки блокпостів у районі Амвросіївки (Донецька область) БРДМ підірвався на радіокерованому фугасі. Після вибуху встиг вивести БРДМ із зони обстрілу.
Похований у місті Кривий Ріг, Дніпропетровська область, кладовище «Центральне».

## Нагороди та відзнаки
- 17 липня 2015 року — за особисту мужність і героїзм, виявлені у захисті державного суверенітету та територіальної цілісності України, вірність військовій присязі під час російсько-української війни відзначений — нагороджений орденом «За мужність» III ступеня (посмертно).[1]
- Нагороджений нагрудним знаком «За заслуги перед містом» Кривий Ріг III ступеня (липень 2014, посмертно)
- Медаль «За жертовність і любов до України» (УПЦ КП; посмертно)
- відзнака 40-го батальйону «Мужність. Честь. Закон.» (посмертно)
- «Іловайський Хрест» (посмертно)
- 5 грудня 2016 року біля Криворізького професійного транспортно-металургійного ліцею десяти загиблим воїнам АТО відкрили меморіал; середних — Роман Краковецький.